# Niccolò da Durazzo
Niccolò da Durazzo, o Nicola (Durazzo, XIII secolo – Viterbo, tra il 2 ottobre e il 21 novembre 1276), è stato un vescovo cattolico, teologo, diplomatico e umanista italiano, conosciuto anche per il suo alto livello di preparazione nella lingua latina e greca.

## Biografia
Nato a Durazzo, città all'epoca sotto il dominio veneziano, fu chierico di Camera per conto di Papa Innocenzo IV. Stando ad un'ipotesi elaborata dal filologo Nicola Festa, ma mai confermata, Niccolò da Durazzo potrebbe essere stato uno degli apocrisiari mandati da Giovanni Vatatzes a Papa Innocenzo IV durante la traversata da Durazzo a Brindisi compiuta nel 1250.
Il 2 settembre 1254 ottenne la promozione da camerario apostolico a vescovo di Crotone di rito greco, uno dei primi all'interno di una diocesi italiana.
Verso il 1256 ricevette l'invito a recarsi a Costantinopoli dall'imperatore bizantino Teodoro Lascaris, al fine di avere alcune delucidazioni in merito alla dottrina cattolica sulla processione dello Spirito Santo.
Ebbe un ruolo molto importante durante la lunga fase di trattative diplomatiche e di discussioni teologiche per la riunione delle due chiese dopo lo scisma; questa lunga fase attraversò il periodo della restaurazione del 1261, attuata dall'imperatore bizantino Michele Paleologo, e il Concilio di Lione del 1274. Tra il 1261 e il 1262 lo stesso Michele Paleologo invitò nuovamente il neoeletto vescovo Niccolò a recarsi a Costantinopoli per discutere sulla «verità della Fede».
Ritornato in Italia dopo la morte di Urbano IV, fu imprigionato sotto Clemente IV per legami con l'"eresia dei Greci", ma riuscì a fuggire in Oriente. Lo storico bizantino Pachymeres ricorda che Michele Paleologo, dopo aver favorito una sua associazione alla Chiesa di Costantinopoli, a causa di non ben precisati comportamenti ostili, fu costretto ad esiliarlo sul mar Nero, pur consentendogli di mantenere le vesti episcopali. Dopo il Concilio di Lione tornò in Italia, e nell'agosto del 1275 a Lione gli fu rimessa la preesistente scomunica da Gregorio X, anche se non riacquistò il governo della sede titolare. 
Morì probabilmente a Viterbo in una data imprecisata compresa tra il 2 ottobre e il 21 novembre del 1276 e, per via del suo presunto legame familiare con il cardinale Goffredo da Alatri, nominò quest'ultimo suo esecutore testamentario.

## Opere
Su sollecitazione successiva degli imperatori bizantini Teodoro Lascaris e Michele Paleologo, Niccolò da Durazzo redasse in lingua greca un'antologia (Libellus) di citazioni dei Padri orientali con l'obiettivo di dimostrare l'accordo tra Cattolici e Ortodossi sulle questioni teologiche fondamentali, nel quadro dei negoziati tra Roma e Costantinopoli degli anni 1261-4. Ne resta esclusivamente la traduzione latina, caratterizzata da ampie interpolazioni rispetto ai testi patristici originali e da materiale del tutto privo di riscontro in greco , consegnata a papa Urbano IV in vista dei negoziati con Bisanzio, e da questi a sua volta trasmessa fra il 1263 e l'inizio del 1264 per un vaglio teologico sul suo impiego a supporto delle posizioni latine a San Tommaso d'Aquino, che redasse in risposta al pontefice l'opuscolo Contra errores Graecorum.